# Keep On Dancing (canción)
«Keep On Dancing» es una canción de la banda estadounidense The Gentrys. Escrita por Allen A. Jones, Andrew Love y Richard Shann, la canción fue publicada en junio de 1965 como sencillo para el álbum debut de la banda del mismo nombre.

## Antecedentes
«Keep On Dancing» fue grabada originalmente por el grupo estadounidense de R&B The Avantis y fue publicada en junio de 1963 como sencillo a través de Argo Records. En 1965, la canción fue versionada por The Gentrys. La versión de Gentrys se publicó por primera vez en los Estados Unidos por Youngstown en y en el resto del mundo por MGM Records. «Keep On Dancing» se destaca por el hecho de que en realidad es una grabación breve repetida para alargar el disco hasta la longitud del típico sencillo pop de su época. La segunda parte de la canción (después del falso desvanecimiento, comenzando con el relleno de batería del baterista Larry Wall) es igual que la primera. Aunque The Gentry solían tener a Jimmy Harty Bruce Bowles como cantantes, el guitarrista de la banda, Larry Raspberry, cantó la voz principal de la canción.

## Posicionamiento
| Gráfica (1965)                     | Pico de posición |
| ---------------------------------- | ---------------- |
| Estados Unidos (Billboard Hot 100) | 4                |
| Estados Unidos (Cashbox Top 100)   | 5                |

## Certificaciones y ventas
| País                  | Certificación | Ventas    |
| --------------------- | ------------- | --------- |
| Estados Unidos (RIAA) | —             | 1,000,000 |